# Fueros de Teruel

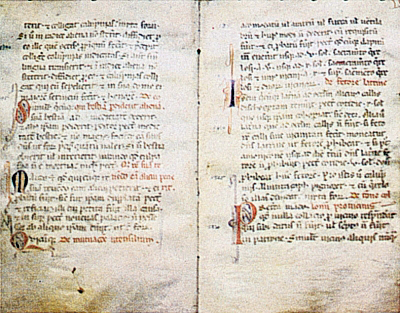
Forum Turolii, Privilegio de Pedro II concedido a Teruel (6-III-1208)

Los Fueros de Teruel son el fuero local concedido por Alfonso II en 1177, momento de su primera redacción. Su forma definitiva la alcanza en 1247, constituyendo entonces una recopilación de textos utilizados como derecho foral de la Extremadura aragonesa. Muy emparentado con los otros Fueros aragoneses como los de Calatayud, Daroca y Alfambra, y también lo está con otros castellanos, como el fuero de Cuenca, hasta el punto de ser conocido como «fuero de Sepúlveda».
El Fuero da al Concejo grandes poderes. Una de sus características primordiales es, como en el resto de fueros de extremadura, la atracción de pobladores al nuevo enclave conquistado, y para ello se refuerza protegerlos de los extranjeros. Otra de sus peculiaridades es la igualdad estamental, y un ordenamiento jurídico penal y procesal muy severo. Quienes se reglaban por fueros locales, no lo hicieron por los Fueros de Aragón generales en lo que duró la Edad Media.
El fuero de Teruel fue compilado en lengua vernácula por Juan del Pastor y fue editado en 1531, distinguiéndose los fueros Viejos o de Sepúlveda y los fueros nuevos, algunos de los cuales son comunes a Teruel y Albarracín, y otros son particulares de uno u otro lugar. Felipe II persiguió hacerlo valer ya en la Edad Moderna frente a los fueros generales de Aragón, pese a que en este momento ya se aplicaba en todo el reino el derecho descendiente de la compilación de Vidal de Canellas, que recogió y organizó en un corpus jurídico único los distintos fueros particulares aragoneses; llegó incluso a reformarlo en 1565, no sin oposición. Desapareció en 1598 tras los sucesos conocidos como Alteraciones de Zaragoza por el «asiento de agregación», tras integrarse en los Fueros de Aragón, a cambio de una compensación económica y de un incremento del poder del Concejo en las funciones administrativas.
En el Archivo Histórico Provincial de Teruel se conservan dos ejemplares de los Fueros, uno en versión latina y otro en versión romance. Los códices están incluidos en el fondo denominado Ayuntamiento de Teruel. Ambos libros son en pergamino, el primero de ellos presenta encuadernación en madera, mientras que el segundo ha perdido su encuadernación original en pergamino. Ambos tienen miniaturas a lo largo del texto.
Aunque el estado de conservación es bueno, los dos ejemplares fueron microfilmados para su consulta y, posteriormente, digitalizados. Están accesibles a través del buscador DARA, Documentos y Archivos de Aragón.